# Писковец, Анатолий Павлович
Анато́лий Па́влович Пискове́ц (укр. Анатолій Павлович Пісковець; род. 27 мая 1948, Киев) — советский футболист, украинский тренер. Заслуженный тренер Украины.

## Игровая карьера
Анатолий Писковец игровую карьеру начал в 1970 году в клубе «Автомобилист» (Сумы), где он выступал до 1973. Следующие два года он был игроком «Уралана». В 1975 году переехал в Петропавловск-Камчатский, где в течение пяти лет играл за местный «Вулкан». Самым высоким уровнем, на котором он выступал в качестве игрока была вторая лига чемпионата СССР.

## Тренерская карьера
Тренерскую карьеру начинал в 1980 году в любительской команде «Нива» (Мироновка). После окончания института физической культуры в Киеве в 1981 году, он был приглашён помогать Владимиру Мунтяну в киевском СКА. С 1982 по 1984 самостоятельно возглавлял Химик от города Дзержинск, выступавший во второй союзной лиге. С 1984 по 1986 работал спортивным директором в одной из киевских ДЮСШ. В 1992 году тренер отправился в ОАЭ, где тренировал «Аль-Ахли» (Дубай).
После возвращения на Украину в 1994 году возглавил киевскую женскую футбольную команды «Алина». С этим клубом становился победителем чемпионата и обладателем Кубка Украины. После этих успехов Писковец был назначен тренером женской сборной Украины. В 1998 был приглашён в российскую женскую команду «Энергия» (Воронеж)[уточнить], которую также привёл к званию чемпиона России. С 1999 по 2002 годы вновь работал с женскими сборными Украины.
К работе с мужскими командами вернулся в 2003 году, возглавив «Кривбасс». В 2005 году тренер переехал в Азербайджан для помощи в подготовке команды «Интер» (Баку), а затем и собственного руководства «Симургом». В июне 2006 года он был приглашен в тренерский штаб алчевской «Стали», после чего отправился в Грузию занять пост тренера действующего чемпиона страны «Олимпи» (Рустави). После недолгой работы в киевской федерации футбола, Писковец вернулся в Грузию, где с командой первого дивизиона «Гагра» завоевал Кубок страны, и право выступать в Лиге Европы
18 октября 2011 года стал тренером польской команды первого дивизиона «Олимпия» (Эльблонг), подписав с командой контракт до конца сезона 2011/12, с возможностью продления. В интервью Orange Sport заявил, что на работу в Польше согласился из-за её близости к более цивилизованному европейскому футболу. В начале января 2012 года был доставлен в больницу, после чего ушёл в отставку по состоянию здоровья.
После возвращения на Украину работал с молодёжным составом «Волыни», а после отставки Анатолия Демьяненко с поста тренера главной команды 26 апреля 2013 был назначен исполняющим обязанности главного тренера команды Премьер-лиги. После единственного матча во главе команды был заменён на Виталия Кварцяного, после чего покинул клуб.
8 февраля 2015 года был назначен на должность главного тренера латвийского клуба «Даугава», однако его новая команда не получила лицензии на участие в высшей лиге, и договор не вступил в силу. Весной 2015 года вернулся в «Гагру», которая на тот момент выступала в первом дивизионе чемпионата Грузии. Летом того же года покинул клуб, вернувшись на Украину, где с июля 2015 по июнь 2016 тренировал любительский ФК «Обухов», после чего снова получил предложение возглавить ФК «Гагры», став главным тренером этого клуба третий раз за свою карьеру
В 2020 году пожизненно дисквалифицирован Федерацией футбола Армении от любой деятельности, связанной с футболом, за участие в организации договорных матчей, однако уже в конце июля 2021 года он был оправдан Спортивным арбитражным судом в Лозанне.

## Тренерские достижения
- Обладатель Кубка Грузии: 2011
- Победитель первой лиги Грузии: 2010/2011